# Alepidea capensis
Alepidea capensis är en växtart i släktet Alepidea och familjen flockblommiga växter. Den beskrevs av Peter Jonas Bergius, och fick sitt nu gällande namn av Robert Allen Dyer 1937.
Arten förekommer i Sydafrika och har två varieteter: A. c. var. capensis och A. c. var. tenella.